# Clube Atlético Catarinense (Florianópolis)
El Clube Atlético Catarinense (Florianópolis), conocido también como Atlético de Florianópolis, fue un equipo de fútbol de Brasil que jugó en el Campeonato Catarinense, la primera división del estado de Santa Catarina.

## Historia
Fue fundado el 12 de octubre de 1929 en el municipio de Florianópolis en el estado de Santa Catarina como el equipo representante del ejército del estado. Al año siguiente participa por primera vez en el Campeonato Catarinense teniendo como sede el Estadio Adolfo Konder.
El club logró ser campeón estatal en una ocasión en el año 1934 y participó por siete temporadas en el Campeonato Catarinense durante el periodo aficionada de la liga, hasta que el club es disuelto en 1966 por orden del ejército local.
El 3 de julio de 1989 fue creado un equipo con el mismo nombre en la misma ciudad de categoría aficionada, pero con otros colores y que por historia no es considerado como un sucesor legítimo del Clube Atlético Catarinense (Florianópolis) al no representar al ejército.

## Palmarés
- Campeonato Catarinense: 1

1934